# Édouard Lormier
Édouard Lormier est un sculpteur français né le 22 janvier 1847 à Saint-Omer (Pas-de-Calais) et mort le 31 mai 1919 à Paris (6e arrondissement).

## Biographie
Édouard Lormier naît le 22 janvier 1847 à Saint-Omer, fils d'Auguste Victor Lormier (marchand) et de Madeleine Florentine Peschots.
Il est l'élève de François Jouffroy. Il fait ses débuts au Salon de 1886.
Il meurt le 31 mai 1919 au 47, rue Jacob à Paris.

## Œuvres
- 1877 : Histrion, plâtre, Saint-Omer, musée de l'hôtel Sandelin.
- 1880 : Berger et son chien, plâtre[réf. nécessaire].
- 1880 : La République Française, plâtre[réf. nécessaire].
- 1881 : Monument à Frédéric Sauvage, bas-relief en bronze ornant le piédestal du monument réalisé par Jules-Isidore Lafrance, Boulogne-sur-Mer[3].
- 1883 : Monument à Jacqueline Robins, statue en bronze, Saint-Omer, envoyé à la fonte en 1942 sous le régime de Vichy, dans le cadre de la mobilisation des métaux non ferreux. Les faits révélèrent que l'histoire de cette « héroïne » n'était qu'une imposture[4].
- 1890 : Carlotta Patti, médaillon en bronze, 45 cm de diamètre, ornant la stèle dédiée à la cantatrice au cimetière de Montmartre, 28e division, Paris.
- 1893 : Monument de la Victoire ou Monument aux 8 et 9 septembre 1793, Dunkerque, place de la Victoire. Bronze, fondeur Maurice de Nonvilliers. Le bas-relief du piédestal représente le maire Emmery présentant les fortifications au général Joseph Souham[5].
- 1894 : Femme à l'éventail, bronze[réf. nécessaire].
- 1898 : Monument aux morts de 1870, haut-relief en bronze, Boulogne-sur-Mer, jardin de la porte des Degrés[6].
- 1899 : Monument des sauveteurs ou Monument à Gavet-Mareschal, statue en bronze, fondeur Susse, Calais[7].
- 1900 : Monument à Pelletier et Caventou, groupe en bronze, Paris, boulevard Saint-Michel, envoyé à la fonte en 1942 sous le régime de Vichy, dans le cadre de la mobilisation des métaux non ferreux[8].
- 1902 : Monument à l’évêque d’Adran, groupe en bronze, anciennement devant la cathédrale Notre-Dame de Saïgon, œuvre disparue[9].
- 1912 : Buste de Jean-Camille Fulbert-Dumonteil, buste en bronze fondu par les frères Montagutelli, Périgueux, musée d'Art et d'Archéologie du Périgord.

Œuvres d'Édouard Lormier
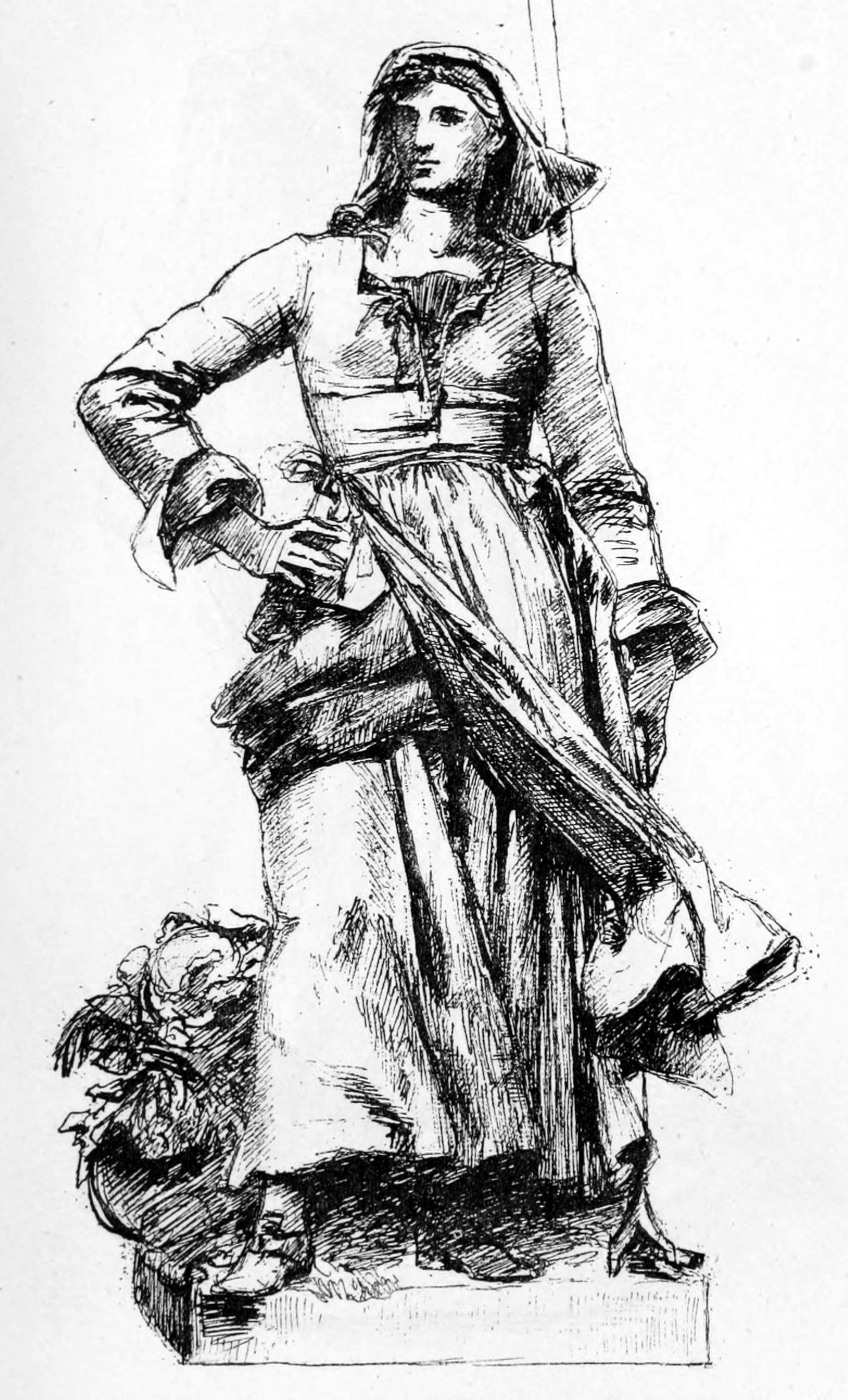
Jacqueline Robins (Salon de 1883)[Note 1].
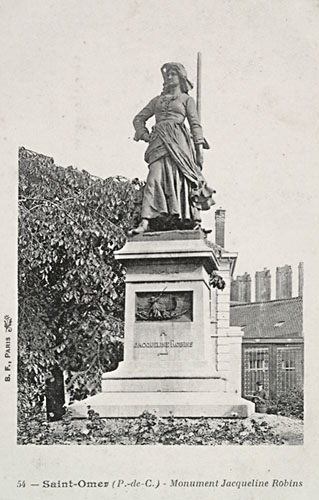
Statue de Jacqueline Robins place du Vainquai à Saint-Omer.
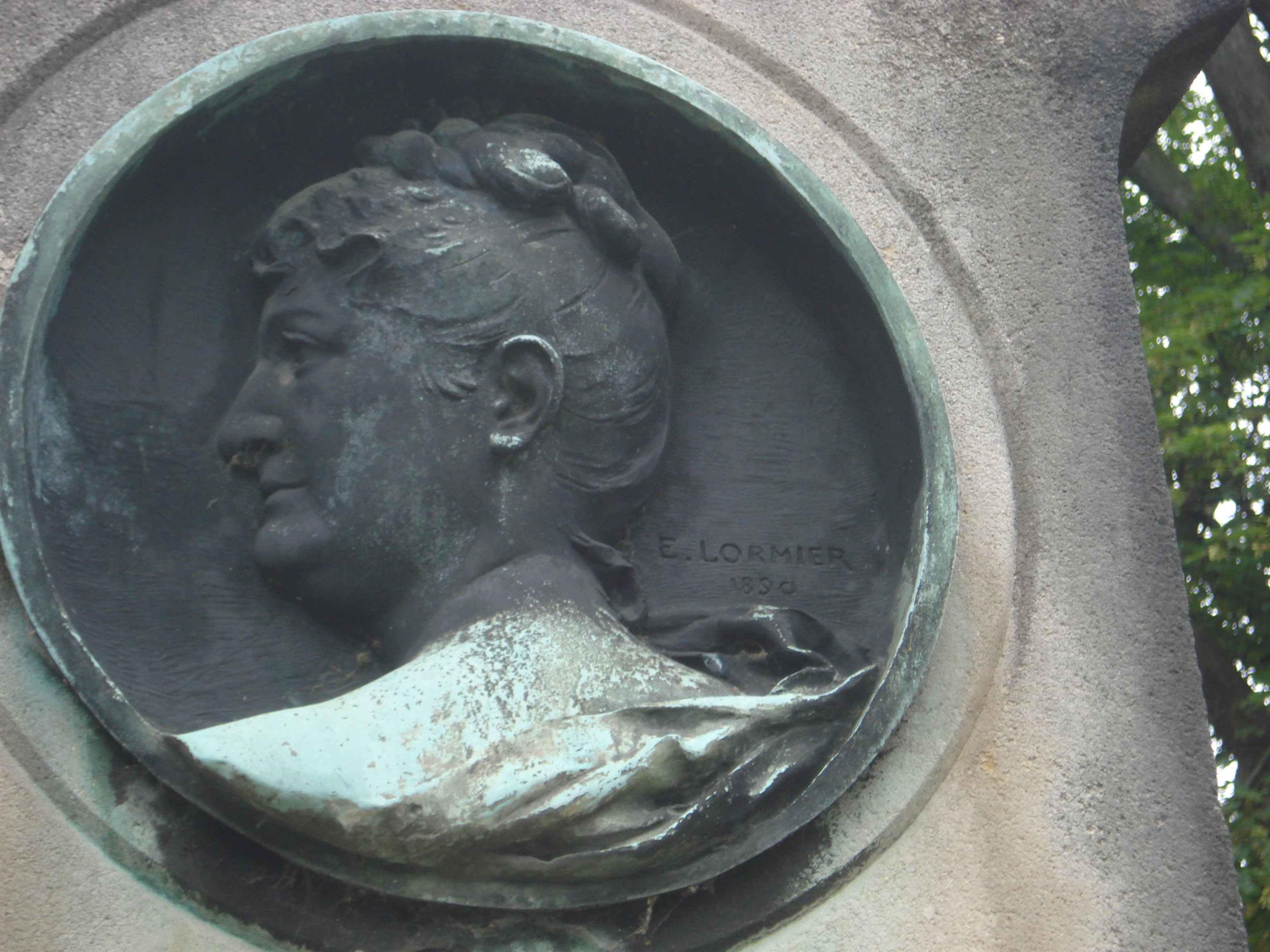
Carlotta Patti (1890), Paris, cimetière de Montmartre.
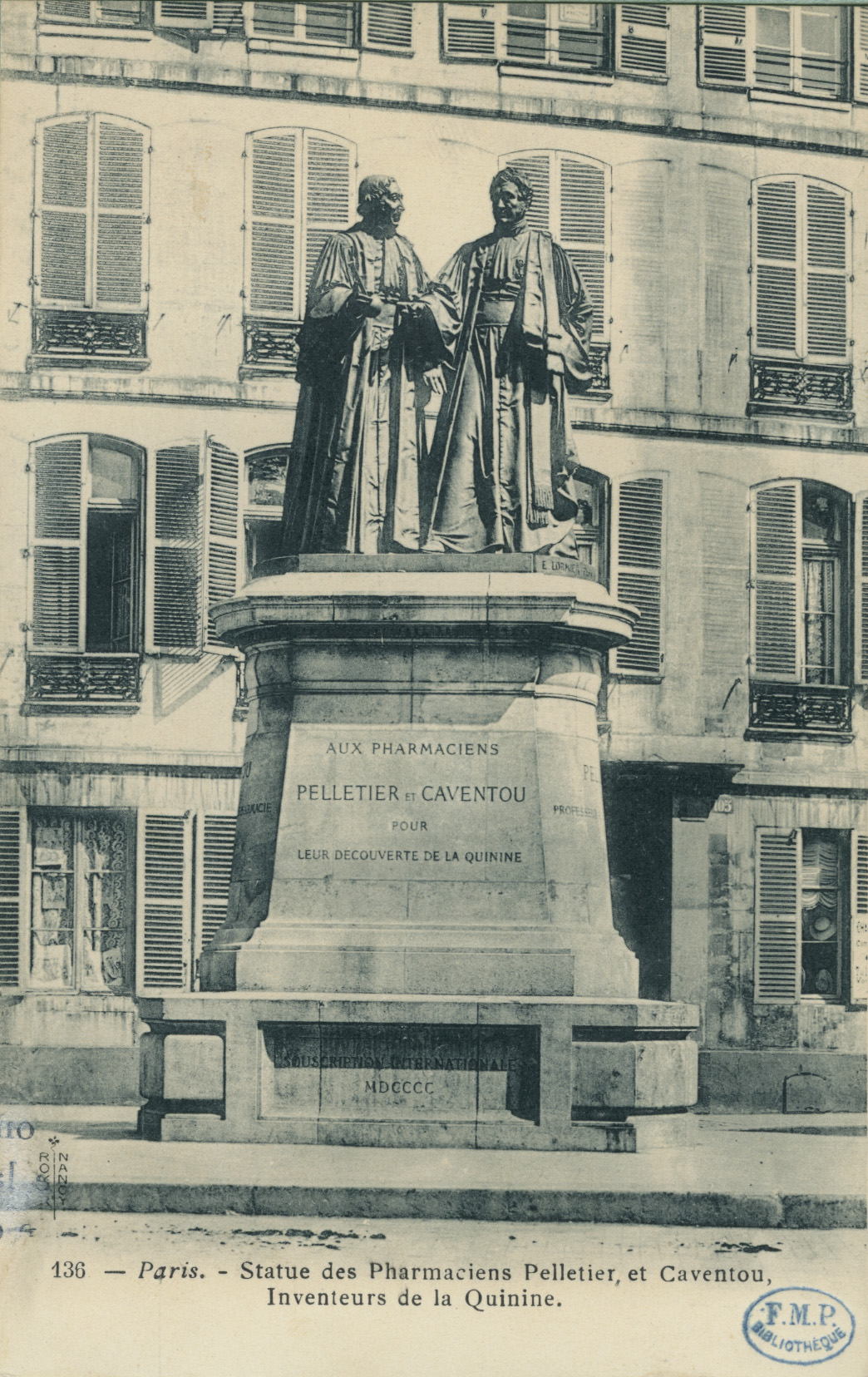
Monument à Pelletier et Caventou (1900), Paris, boulevard Saint-Michel.
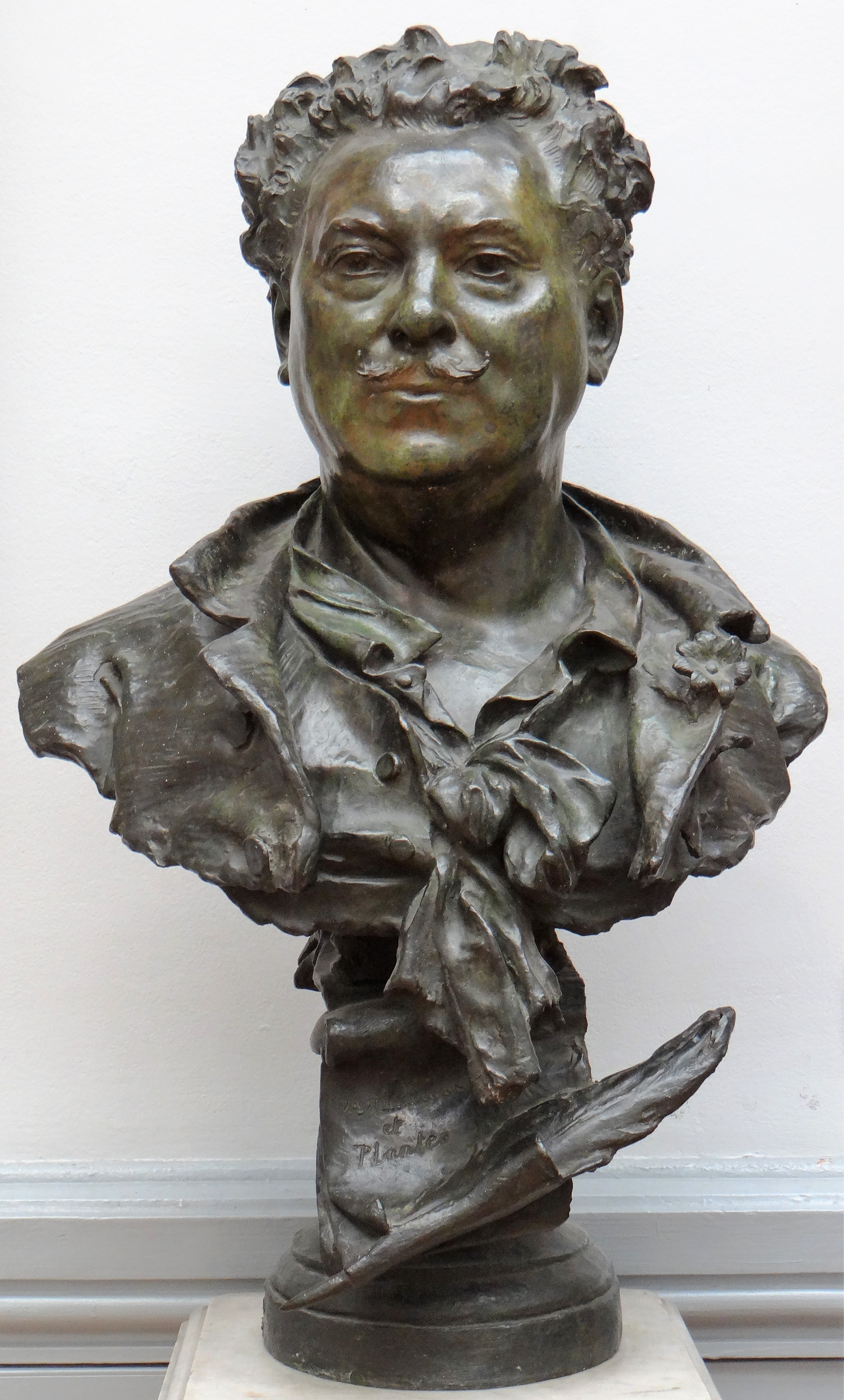
Buste de Fulbert-Dumonteil (1912), Périgueux, musée d'Art et d'Archéologie du Périgord.